# Düsseldorf-Rath (przystanek kolejowy)
Düsseldorf-Rath – przystanek kolejowy w Düsseldorfie, w kraju związkowym Nadrenia Północna-Westfalia, w Niemczech. Znajdują się tu 2 perony. Według klasyfikacji Deutsche Bahn posiada 4 kategorię.